# Арас Булут Ијнемли
Арас Булут Ијнемли (тур. Aras Bulut İynemli; Истанбул, 25. август 1990) турски је глумац. Ијнемли је од почетка своје каријере освојио бројна признања за своју глуму. Најпознатији је по наступима у телевизијским серијама Како време пролази, Сулејман Величанствени, Марал, Içerde и Јама.

## Филмографија

### Телевизија
| Година   | Српски назив           | Изворни назив | Улога                       | Напомене        |
| -------- | ---------------------- | ------------- | --------------------------- | --------------- |
| н. п.    | н. п.                  |               | н. п.                       | гостујућа улога |
| 2010–13. | Како време пролази     |               | Мете Акарсу                 |                 |
| 2013–14. | Сулејман Величанствени |               | принц Бајазит               |                 |
| 2015     | Марал                  |               | Сарп Алтан                  |                 |
| 2016–17. | н. п.                  |               | Умиут Јилмаз / Мерт Карадаг |                 |
| 2017–21. | Јама                   |               | Јамак Качовали              |                 |

### Филм
| Година | Српски назив | Изворни назив | Улога    | Напомене |
| ------ | ------------ | ------------- | -------- | -------- |
| 2013.  | н. п.        |               | Махмут   |          |
| 2013.  | н. п.        |               | Ихсан    |          |
| 2017.  | н. п.        |               | таксиста |          |
| 2019   | н. п.        |               | Мемо     |          |